# (5307) Paul-André
5307 Paul-Andre (1980 YC) – planetoida z pasa głównego asteroid okrążająca Słońce w ciągu 3,75 lat w średniej odległości 2,41 j.a. Odkryta 30 grudnia 1980 roku.